# Kudzsang
Kudzsang (hangul: 구장군, Kudzsang-kun, handzsa: 球場郡, RR: Kujang-kun, ’kör alakú piactér’) megye Észak-Koreában, Észak-Phjongan (P'yŏngan) tartományban.
1952-ben hozták létre Njongbjon (Nyŏngbyŏn) egyes falvaiból.
Itt található Észak-Korea egyik legnagyobb adótornya.

## Földrajza
Északról Hjangszan (Hyangsan), északnyugatról Unszan (Unsan), nyugatról Njongbjon (Nyŏngbyŏn), délről Dél-Phjongan (P'yŏngan) tartomány Kecshon (Kaech'ŏn) és Tokcshon (Tŏkch'ŏn) városai, keletről pedig Njongvon (Nyŏngwŏn) megyéje határolja.
Legmagasabb pontja a 1530 méter magas Khalbong (칼봉; -峰, K'albong).

## Közigazgatása
1 községből (up (ŭp)), 22 faluból (ri (ri)) és 5 munkásnegyedből (rodongdzsagu (rodongjagu)) áll:
| - Kudzsang-up (구장읍; 球場邑, Kujang-ŭp) - Tungnip-rodongdzsagu (등립로동자구; 登立勞動者區, Tŭngrip-rodongjagu) - Rjongdung-rodongdzsagu (룡등로동자구; 龍登勞動者區, Ryongdŭng-rodongjagu) - Rjongmun-rodongdzsagu (룡문로동자구; 龍門勞動者區, Ryongmun-rodongjagu) - Rjongszu-rodongdzsagu (룡수로동자구; 龍水勞動者區, Ryongsu-rodongjagu) - Rjongcshol-rodongdzsagu (룡철로동자구; 龍鐵勞動者區, Ryongch'ŏl-rodongjagu) - Kehva-ri (개화리; 開華里, Kaehwa-ri) - Küszang-ri (귀상리; 貴上里, Kwisang-ri) - Tephung-ri (대풍리; 大豊里, Taep'ung-ri) - Togvan-ri (도관리; 都館里, Togwan-ri) - Rjongjon-ri (룡연리; 龍淵里, Ryongyŏn-ri) - Muksi-ri (묵시리; 墨時里, Muksi-ri) - Szao-ri (사오리; 沙烏里, Sao-ri) - Szambong-ri (삼봉리; 三峯里, Sambong-ri) | - Szanggu-ri (상구리; 上九里, Sanggu-ri) - Szangi-ri (상이리; 上耳里, Sangi-ri) - Szangcsho-ri (상초리; 上草里, Sangch'o-ri) - Szomin-ri (소민리; 蘇民里, Somin-ri) - Szongho-ri (송호리; 松湖里, Songho-ri) - Szugu-ri (수구리; 水口里, Sugu-ri) - Sinhung-ri (신흥리; 新興里, Sinhŭng-ri) - Uhjon-ri (우현리; 牛峴里, Uhyŏn-ri) - Ulljong-ri (운룡리; 雲龍里, Ullyong-ri) - Unhung-ri (운흥리; 雲興里, Unhŭng-ri) - Csoszan-ri (조산리; 造山里, Chosan-ri) - Csungcsho-ri (중초리; 中草里, Chungch'o-ri) - Hadzsang-ri (하장리; 下長里, Hajang-ri) - Hacsho-ri (하초리; 下草里, Hach'o-ri) |

## Gazdaság
Kudzsang (Kujang) megye gazdasága bányászatra, gépiparra és textiliparra épül. Fő termékei: szén, cement.

## Oktatás
Kudzsang (Kujang) megye két bányászati egyetemnek, egy földművelési főiskolának, és számos egyéb oktatási intézménynek, köztük általános és középiskolának ad otthont.

## Egészségügy
A megye számos egészségügyi intézménnyel rendelkezik, köztük saját kórházzal.

## Közlekedés
A megye közutakon Phenjan (P'yŏngyang) és Kanggje (Kanggye) felől közelíthető meg. A megye vasúti kapcsolattal rendelkezik, a Manpho (Manp'o), a Pharvon cshongnjon (P'arwŏn ch'ŏngnyŏn) és a Phjongdok (P'yŏngdŏk) vasútvonalak része.